# Данлап (Канзас)
Данлап (енгл. Dunlap) град је у америчкој савезној држави Канзас.

## Демографија
По попису из 2010. године број становника је 30, што је 51 (-63,0%) становника мање него 2000. године.
| Група             | 2000.      | 2010.      |
| Белци             | 76 (93,8%) | 29 (96,7%) |
| Афроамериканци    | 0 (0,0%)   | 0 (0,0%)   |
| Азијати           | 0 (0,0%)   | 0 (0,0%)   |
| Хиспаноамериканци | 1 (1,2%)   | 0 (0,0%)   |
| Укупно            | 81         | 30         |